# Agneta Spångberg
Anna Lisa Agneta Spångberg Danielson, född 3 januari 1956, är en svensk keramiker.
Spångberg, som genomgått konstnärlig utbildning i USA, är verksam i Stockholm. Hon har, med inspiration från bland annat USA, skapat bruksting i enkla former och med okomplicerade geometriska dekorer i klara färger. Under senare år har hon även arbetat med kärl i traditionell form, vilka är klädda med skärvor och dekorerade med tryckta dekaler med blommotiv. Dessa är inspirerade av italiensk dekorativ konst och präglas av medveten kitschighet. Hon är medlem i Blås & Knåda.